# Jacoba van der Pas
Jacoba Augusta Eleonora van der Pas (Den Haag, 14 maart 1894 – Hilversum, 12 april 1956) was een Nederlands danseres.
Zij was dochter van militair Willem Pieter Frederik Gustaaf van der Pas en Jacoba Vis. Zus Helena van der Pas (1892-vermoedelijk 1964) was eveneens danseres en enige jaren docent gymnastiek en kunstdans aan het Haags Conservatorium. Broer Theo van der Pas werd bekend pianist. Ze trouwde met Jean George Frédéric Landré, toen redacteur bij een dagblad.
Jacoba van der Pas leerde dansen op de Tanzschule van Elisabeth Duncan (zus van Isadora Duncan) in Grünewald. Ze werd daarbij getraind in de “moderne dans”. Ze viel al op jonge leeftijd (1909) op door haar gratie. Ze had dan, geholpen door haar ouders, een eigen dansschool in Den Haag. In die periode trad ze op voor en nam ook leerlingen aan vanuit Haagse bovenlaag. Onder haar leerlingen bevonden zich leeftijdgenote Angèle Sydow en Iril Gadescov (artiestennaam van Richard Vogelensang). Ze gold ook als inspirator van Darja Collin, die haar op jonge leeftijd zag dansen.
Ze stond enige tijd te boek als hoofd van een Duncan Dalcroze school, dansschool volgens de opvattingen van Isadora Duncan en Emile-Jacques Dalcroze.
Samen met haar man, die journalist was, trok ze in de jaren tien naar Dresden; de school werd rondom 1920 gesloten. In de jaren twintig kwam het echtpaar terug naar Nederland om zich in Het Gooi te vestigen, alwaar ze weer les gaf. In 1934 overleed haar echtgenoot, die in zijn vroege leven kunstcriticus was geweest.
Haar dansloopbaan eindigde vroeg als gevolg van een reumatische aandoening.